# 臺灣觀光年曆
臺灣觀光年曆（英語：Taiwan Tourism Events）是交通部觀光署為推廣台灣地方特色，歷經開辦時期的網路與專家評選，收錄入選之各縣市政府特色活動後，依各活動所在縣市與時期差異性，結合而成之觀光年曆。

## 緣起
台灣地方特色，向來是由各縣市政府機關，自行藉由活動與景點推薦進行推廣，交通部觀光局為了要將各地縣市政府的特色活動，進行系統性的整合，因此，在體認到節慶與活動是觀光人潮的主要觸媒之下，2012年10月至12月間，觀光局先行舉辦了縣市國際活動的網路票選，再經由專業人士的評鑑與中央機關的推薦，精選出42項國際性活動、52項全國性地方活動，以及周邊美食、住宿、交通、景點及伴手禮等資訊，集結成為「臺灣觀光年曆」。

## 實體形象展
2013年7月24日，為了讓國人與海外觀光客，認識台灣觀光活動特色，交通部觀光局選在台灣最高的地標台北101，舉辦了名為《台灣觀光年曆．飛趣台灣365曆險記》的形象展，結合3D投影與互動遊戲，讓參觀者體驗台灣各類特色（活動、景點等）的魅力。

## 各種形式的推廣
除了實體展覽，以及參展團的海外形象推廣，為了迎合年輕族群，觀光局也針對Android與iOS使用者，開發了相對應的同名應用程式。

## 入選活動一覽
註：本列表所記載之活動，以該年曆主要收錄之大型知名活動為主，其他後續追加之活動，須以官方網站公告之訊息為準。

### 「縣市國際活動」專家評選結果

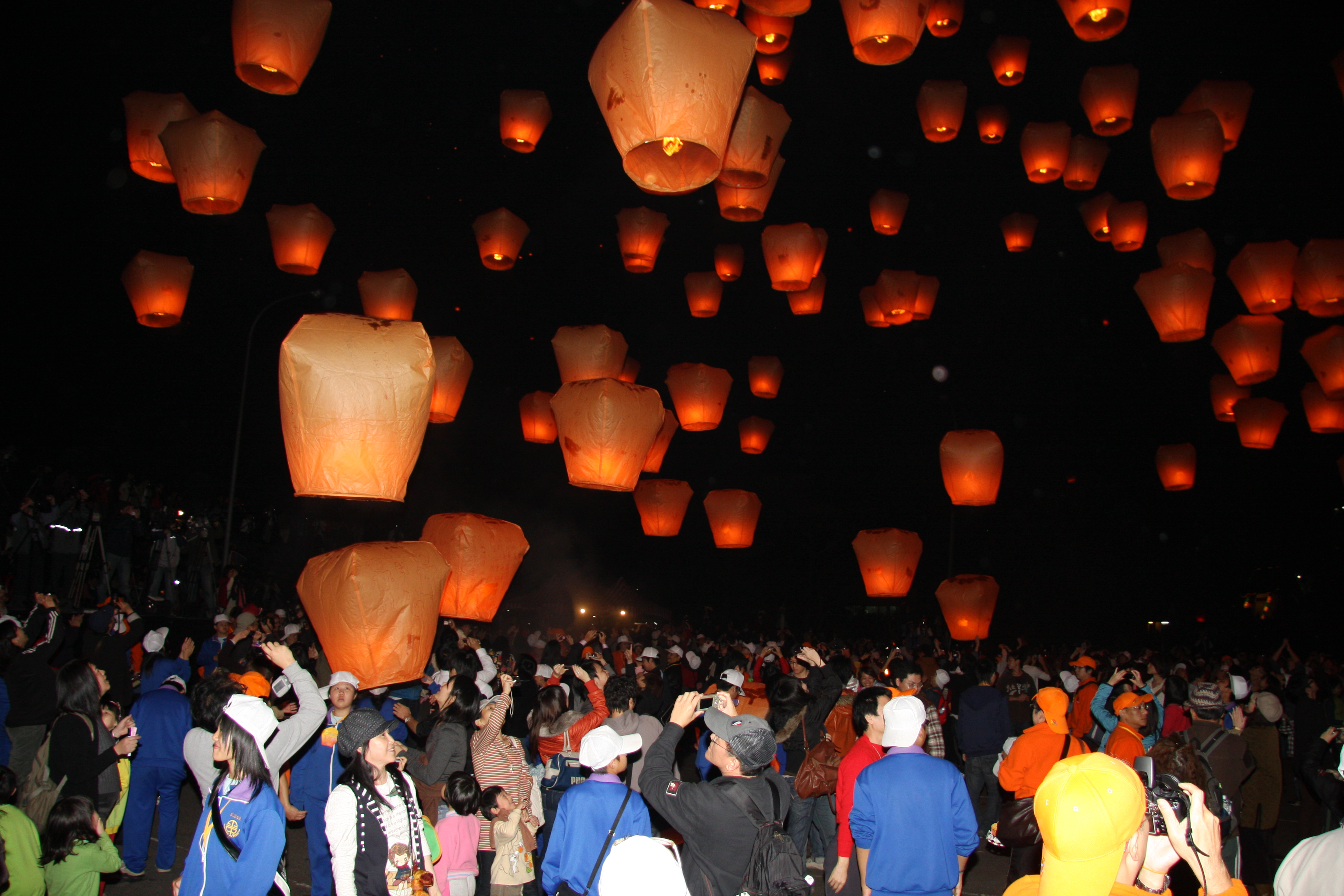
平溪天燈節（新北市）

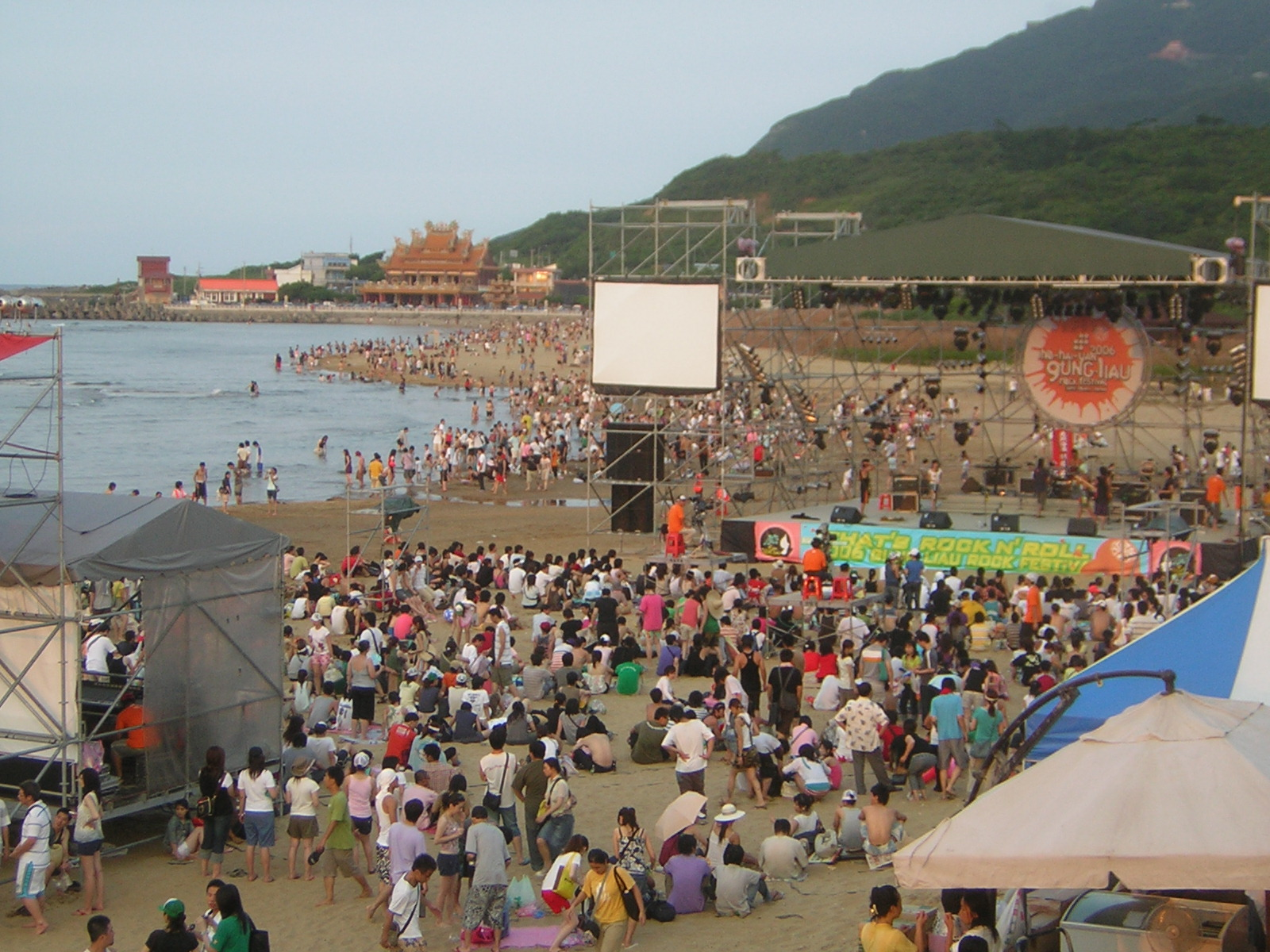
貢寮國際海洋音樂祭（新北市）

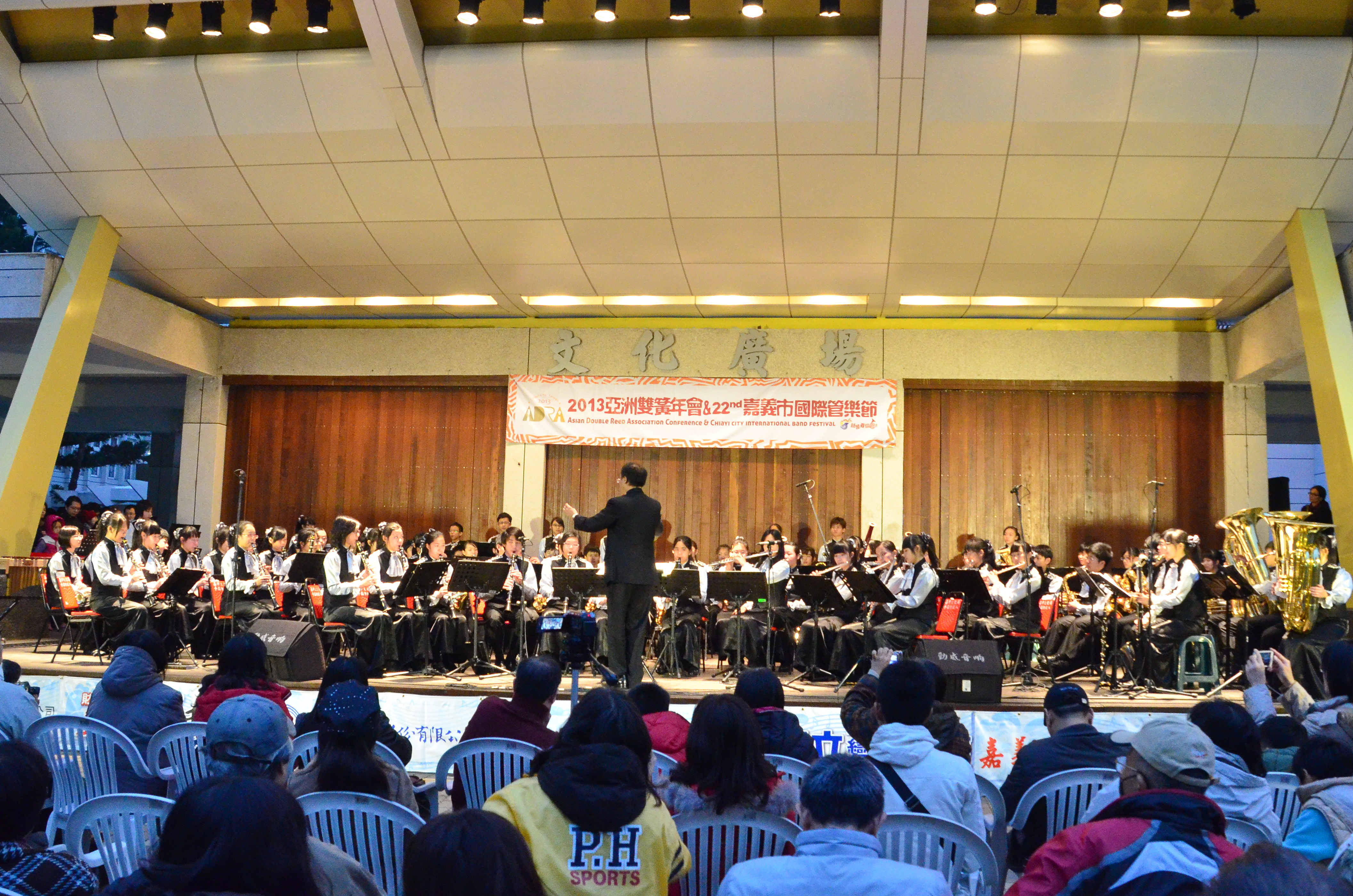
嘉義市國際管樂節（嘉義市）

- 由網路票選獲得前29名[13]之各縣市活動進行評鑑，入選總決選並獲專家評鑑後當選之活動，即為「臺灣觀光年曆」縣市國際級活動範疇。
- 「◎」：專家評選當選。
- 南投縣政府是以「國際超級鐵人三項系列賽」參與初選，但實際上是由該活動中的「萬人泳渡日月潭」[14]於總決選評鑑中當選，係因該活動於2002年[15]被正式納入「國際游泳名人堂」經典賽事[16]。
- 資料來源：交通部觀光局（含增額入選活動、中央機關推薦項目、不分排名之正選22項活動）

| 網路排名 | 活動名稱                               | 所屬縣市 | 總決選結果 |
| -------- | -------------------------------------- | -------- | ---------- |
|          | 苗栗客家美食活動                       | 苗栗縣   | ◎          |
|          | 平溪天燈節                             | 新北市   | ◎          |
|          | 臺灣熱氣球嘉年華                       | 台東縣   | ◎          |
|          | 中秋博狀元餅                           | 金門縣   | ◎          |
| 5        | 貢寮國際海洋音樂祭                     | 新北市   | ◎          |
| 6        | 新竹縣國際花鼓藝術節                   | 新竹縣   | ◎          |
| 7        | 嘉義市國際管樂節                       | 嘉義市   | ◎          |
| 8        | 全國義民祭                             | 新竹縣   | ◎          |
| 9        | 澎湖國際海上花火節                     | 澎湖縣   | ◎          |
| 10       | 臺灣慶元宵鹽水蜂炮                     | 台南市   | ◎          |
| 11       | 高雄內門宋江陣                         | 高雄市   | ◎          |
| 12       | 墾丁春浪音樂節                         | 屏東縣   | ◎          |
| 13       | 桃園國際動漫大展                       | 桃園市   | ◎          |
| 14       | 臺灣國際蘭展                           | 台南市   |            |
| 15       | 宜蘭國際童玩藝術節                     | 宜蘭縣   | ◎          |
| 16       | 南投火車好多節                         | 南投縣   |            |
| 17       | 新竹市國際玻璃藝術節                   | 新竹市   |            |
| 18       | 雞籠中元祭                             | 基隆市   | ◎          |
| 19       | 高雄左營萬年季                         | 高雄市   |            |
| 20       | 臺北最HIGH新年城                       | 台北市   | ◎          |
| 21       | 臺中媽祖國際觀光文化節                 | 台中市   | ◎          |
| 22       | 頭城搶孤                               | 宜蘭縣   | ◎          |
| 23       | 國際超級鐵人三項系列賽：日月潭萬人泳渡 | 南投縣   | ◎          |
| 24       | 東港迎王平安祭典                       | 屏東縣   |            |
| 25       | 臺中爵士音樂節                         | 台中市   |            |
| 26       | 臺灣國際衝浪公開賽暨東浪嘉年華         | 台東縣   | ◎          |
| 27       | 鹿港慶端陽                             | 彰化縣   | ◎          |
| 28       | 花蓮國際石雕藝術季                     | 花蓮縣   |            |
| 29       | 雲林國際偶戲節                         | 雲林縣   | ◎          |

### 官方增額推薦名單

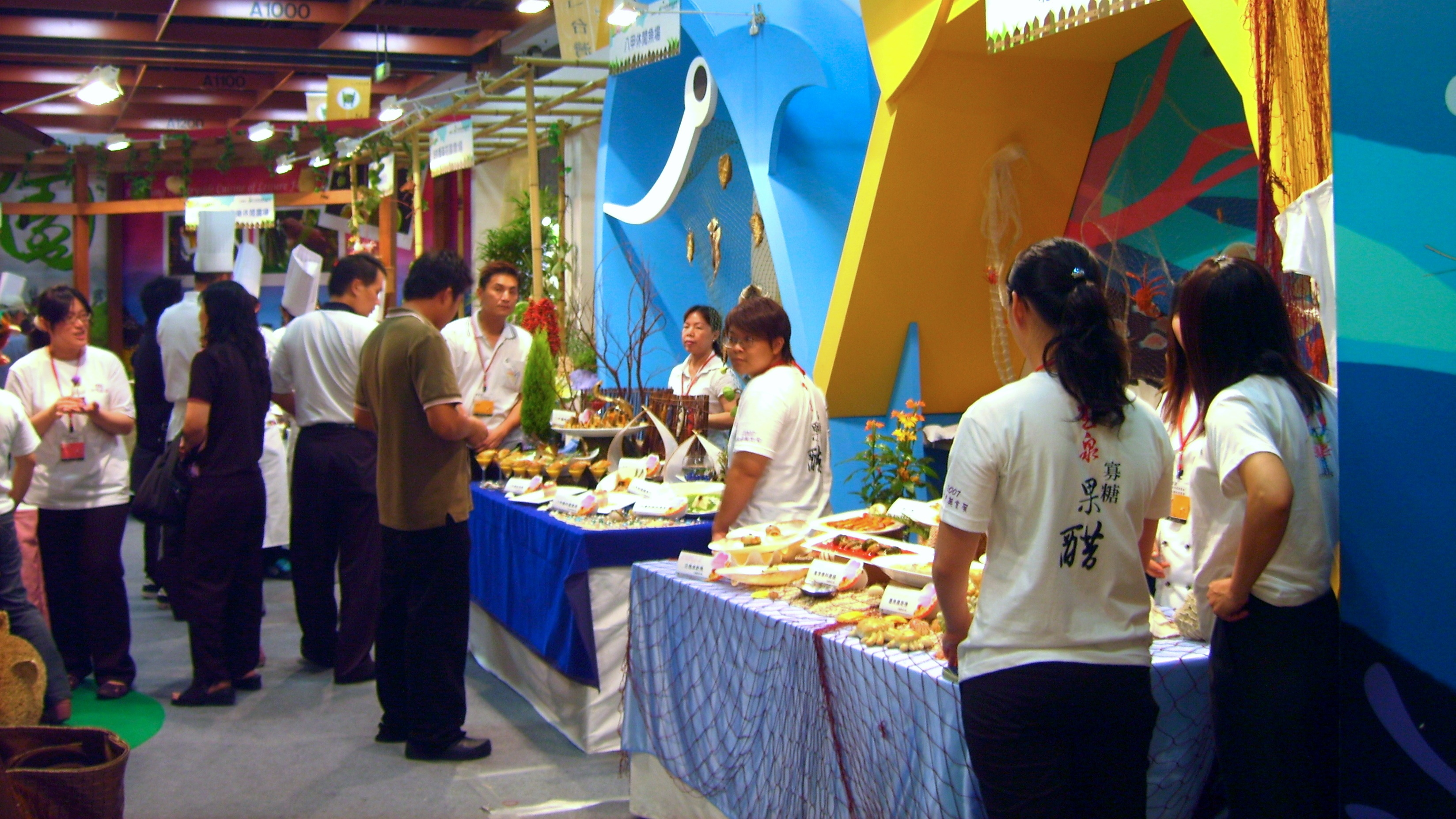
台灣美食展（交通部觀光局）

#### 臺灣十大觀光小城國際活動
- 台北國際馬拉松比賽（台北市信義區）
- 三義國際木雕藝術節（苗栗縣三義鄉）

#### 中央政府（含部會）機關國際活動
- 交通部觀光局
  - 台灣美食展
  - 台灣溫泉美食嘉年華
  - 臺灣自行車節
  - 夏至235：相約北緯23度半
- 內政部營建署
  - 太魯閣國際馬拉松
- 文化部
  - 臺北國際藝術博覽會
  - 華山藝術生活節
- 行政院農業委員會林務局
  - 大雪山國際賞鳥大賽
  - 阿里山神木下婚禮山海戀
- 行政院體育委員會
  - LPGA台灣錦標賽

#### 各地區國家公園管理處之推薦活動
- 福隆國際沙雕藝術季
- 秀姑巒溪泛舟觀光活動
- 大鵬灣國際風帆系列活動
- 生態賞鷗暨海上看馬祖
- 茂林雙年賞蝶
- 北海岸婚紗留倩影
- 鯤鯓王平安鹽祭

### 相關圖片集

鹽水蜂炮（台南市）
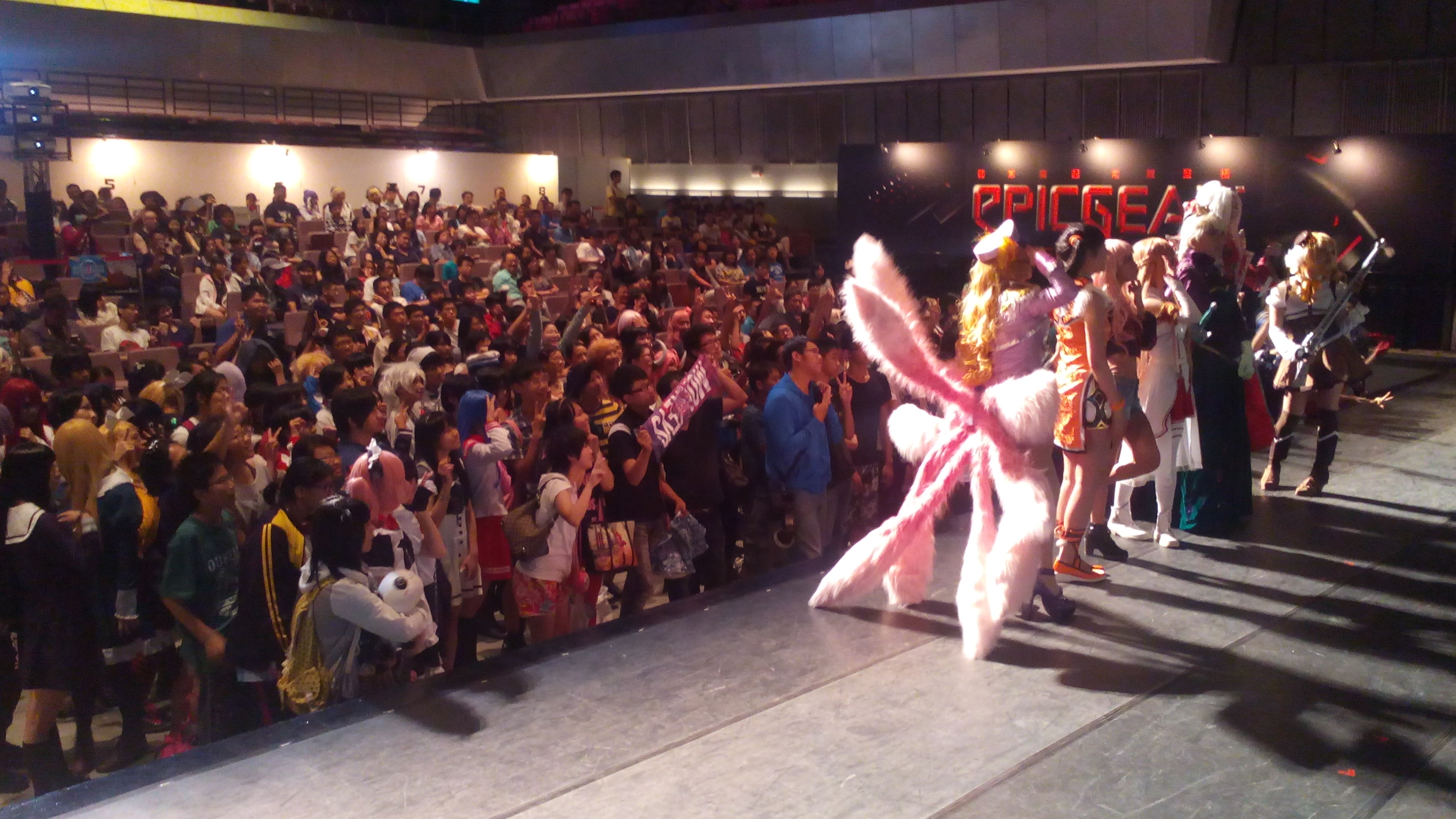
桃園國際動漫大展（桃園市）
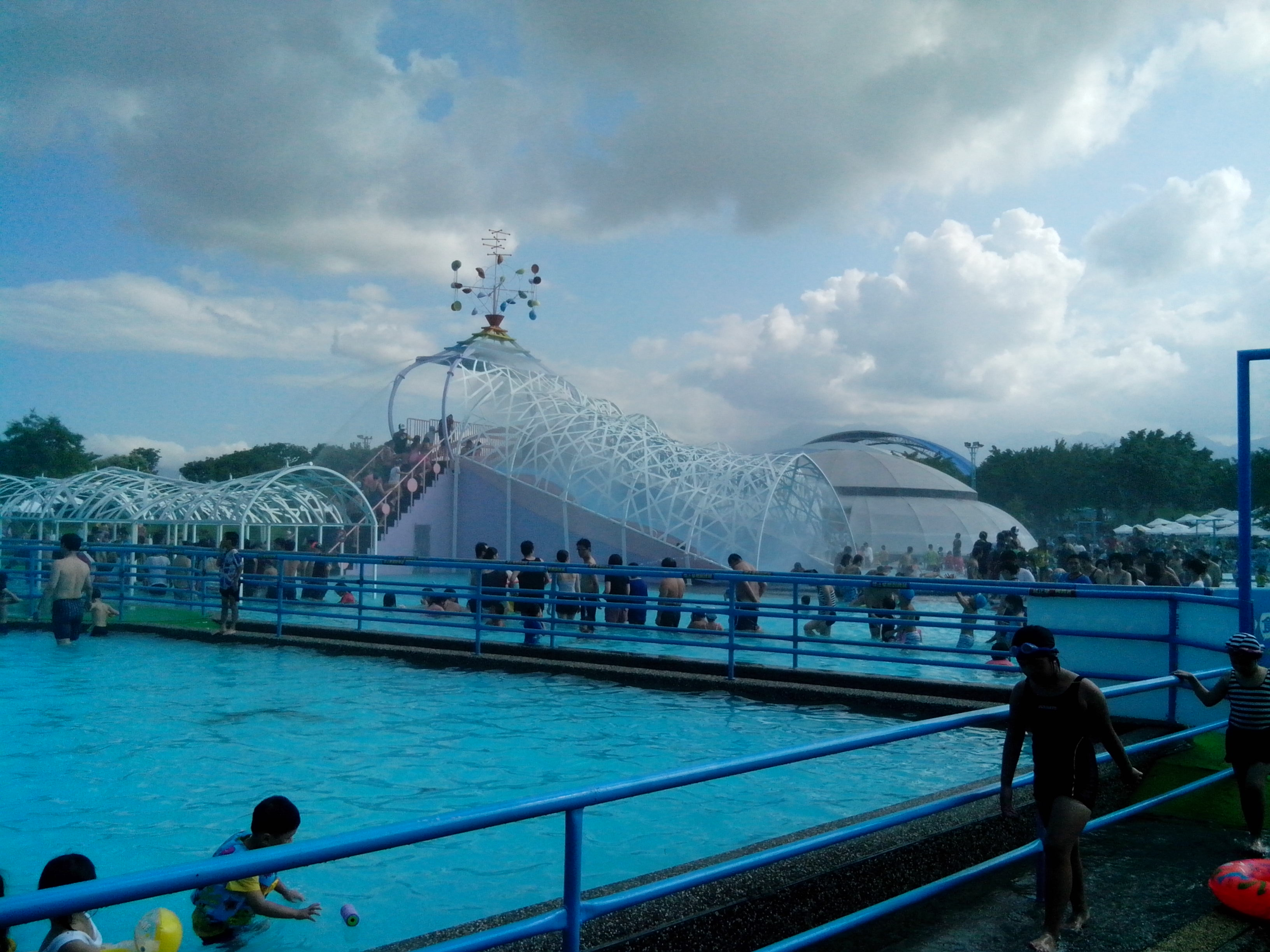
宜蘭國際童玩藝術節（宜蘭縣）
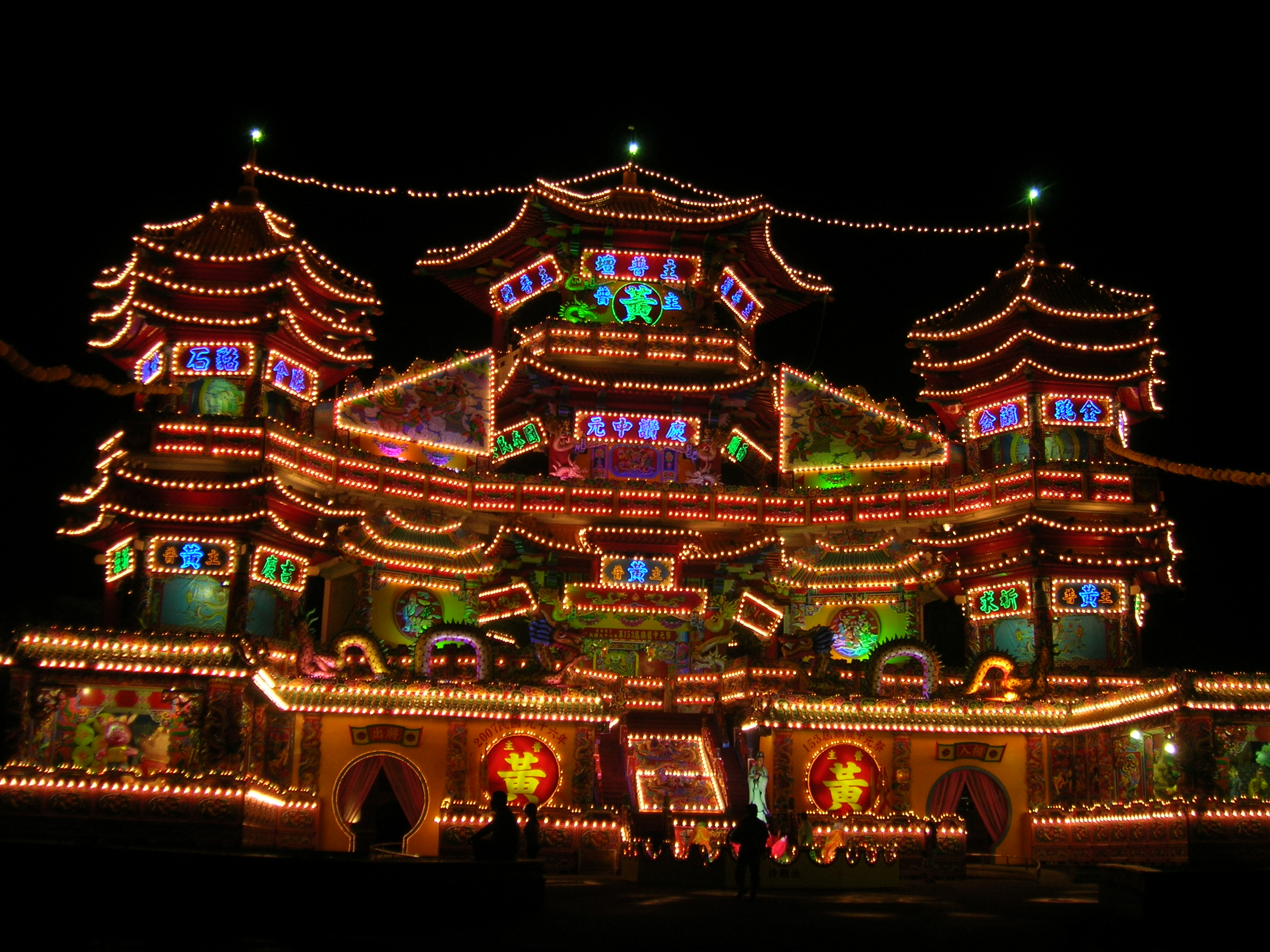
雞籠中元祭（基隆市）
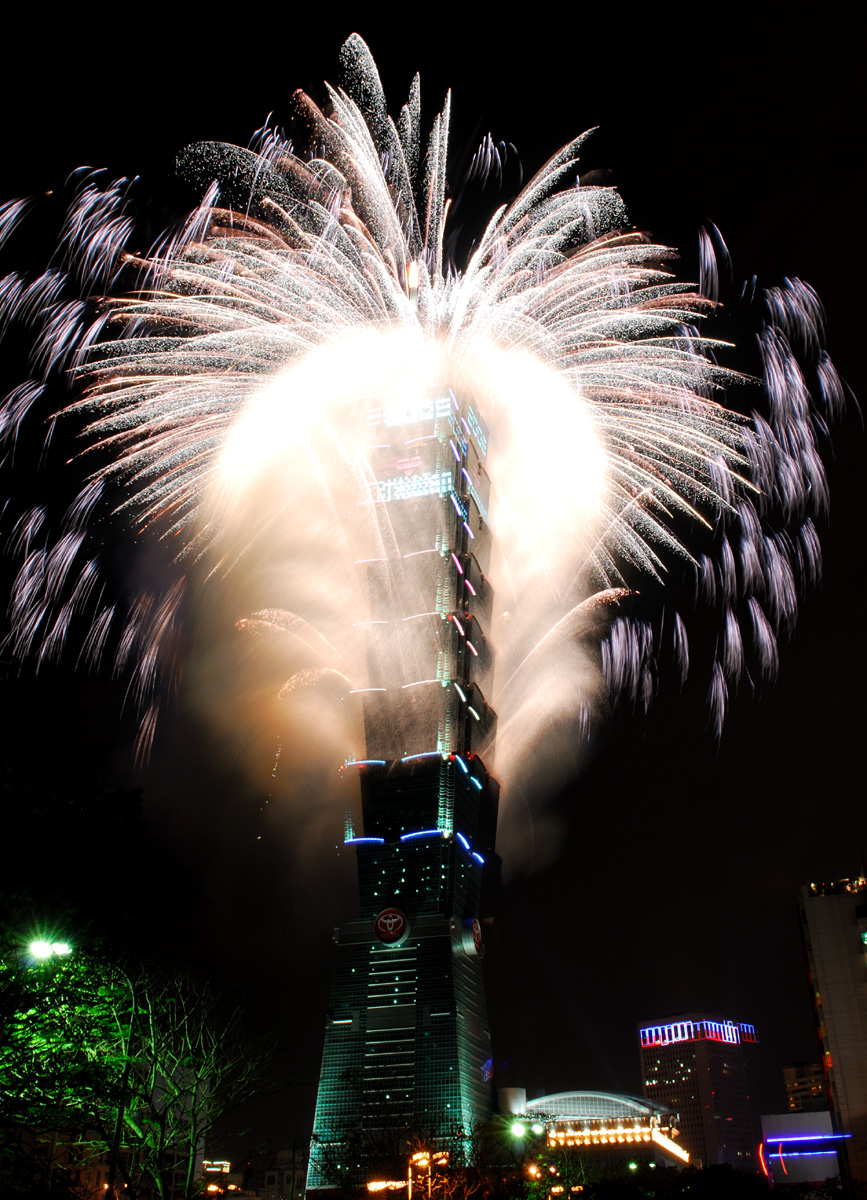
臺北最HIGH新年城：台北101煙火秀（台北市）
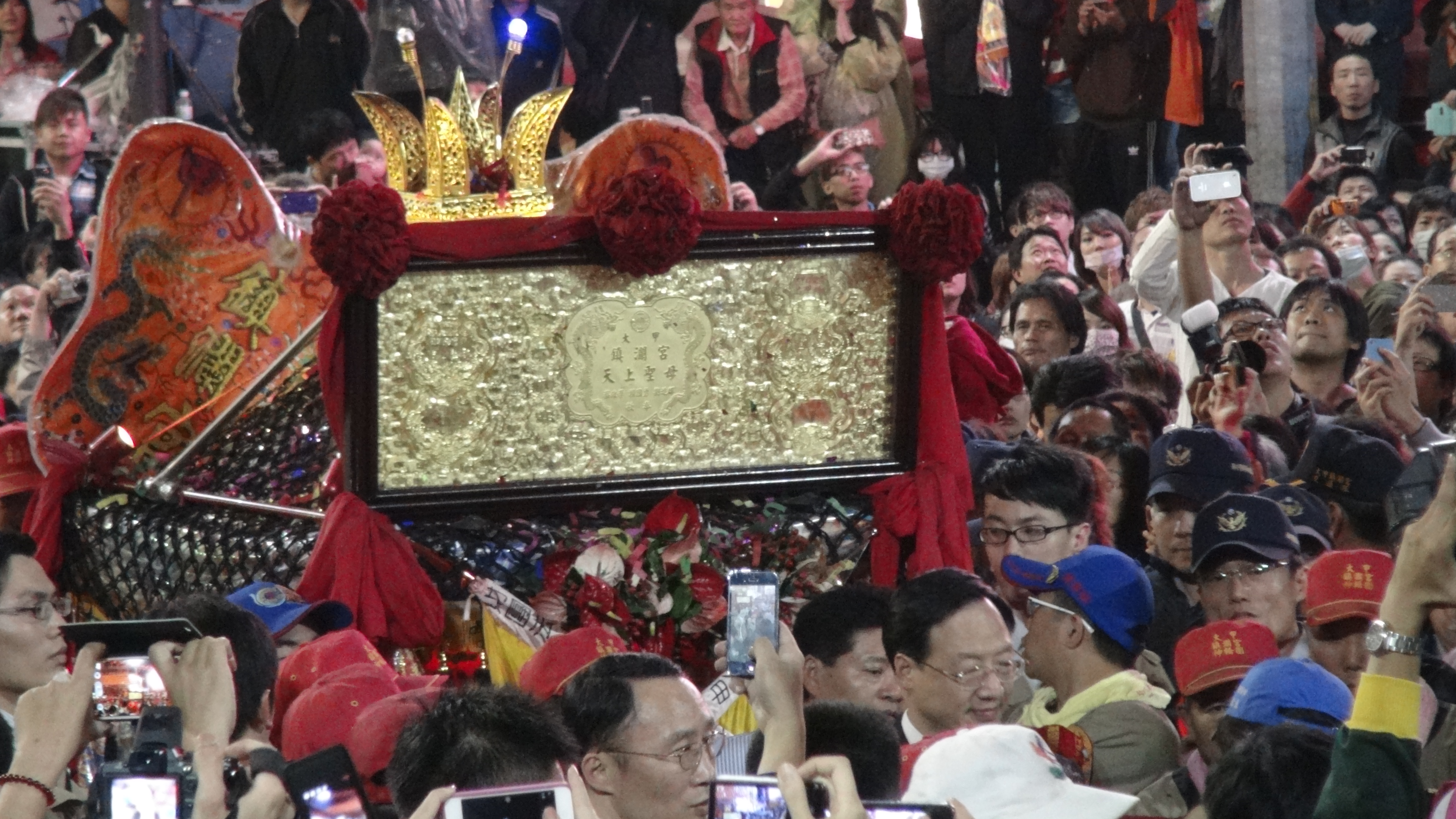
臺中媽祖國際觀光文化節（台中市）

## 爭議事件

### 網路初選公平性爭議
在線上初選舉行期間，線上投票系統並未開放外國旅客參與投票，且被民眾檢舉「假帳號可投票」，已然引起公平性問題。
此外，地方政府質疑聲浪不斷，除了因為投票資格限制，更被爆出「縣市政府號召投票部隊進行灌票」的醜聞，而造成「初選機制不完善」的爭議。

### 景點資訊收錄爭議
觀光局所開發的同名手機應用程式，在收錄嘉義市景點「許世賢故居」時，由於觀光局未能向主管的嘉義市政府，查證故居實際狀況，導致遊客欲參觀時屢屢碰壁。
其後，觀光局在相對應的手機應用與網站中，將此景點的狀態改成「不對外開放參觀」，以消彌外界的質疑。

## 類似年度活動
- 台灣國際專業展：由中華民國對外貿易發展協會主辦之年度系列活動，以外銷為主，內銷為輔。

## 外部連結
- 臺灣觀光雙年曆 （页面存档备份，存于）